# Il Giallo Mondadori dal 2701 al 2800
|  | I 100 precedenti: Il Giallo Mondadori dal 2601 al 2700 |

## Dal N.2701 al N.2800
| N.   | Titolo italiano                                   | Pubblicazione     | Titolo originale                              | Autore                            |
| ---- | ------------------------------------------------- | ----------------- | --------------------------------------------- | --------------------------------- |
| 2701 | I numeri del buio                                 | 5 novembre 2000   | The Sweet Forever                             | Andrea H. Japp                    |
| 2702 | Washington blues                                  | 12 novembre 2000  | Potomac Fever                                 | Henry Horrock                     |
| 2703 | Bedford Square                                    | 19 novembre 2000  | Bedford Square                                | Anne Perry                        |
| 2704 | Le due vite di Marlene                            | 26 novembre 2000  | Missing Marlene                               | Evan Marshall                     |
| 2705 | L'assassina di Belleville                         | 3 dicembre 2000   | La forcenue                                   | Serge Quadruppani                 |
| 2706 | Il male oscuro                                    | 10 dicembre 2000  | Black Dog                                     | Stephen Booth                     |
| 2707 | Dante Alighieri e i delitti della Medusa          | 17 dicembre 2000  |                                               | Giulio Leoni                      |
| 2708 | Sipario per l'ispettore Morse                     | 24 dicembre 2000  | The Remorseful Day                            | Colin Dexter                      |
| 2709 | I fantasmi di Aspen                               | 31 dicembre 2000  | Pariah                                        | Thomas Zigal                      |
| 2710 | Primo taglio                                      | 7 gennaio 2001    | First Cut is the Deepest                      | Martin Edwards                    |
| 2711 | Lo stagno delle speranze perdute                  | 14 gennaio 2001   | Death in the Peerless Pool                    | Deryn Lake                        |
| 2712 | Prova di forza                                    | 21 gennaio 2001   |                                               | Lucio Trevisan                    |
| 2713 | Morte di una colomba                              | 28 gennaio 2001   | The Complaint of the Dove                     | Hannah March                      |
| 2714 | Cruciverba per l'assassino                        | 4 febbraio 2001   | A Clue for the Puzzle Lady                    | Parnell Hall                      |
| 2715 | L'acre sapore del sidro                           | 11 febbraio 2001  | Rough Cider                                   | Peter Lovesey                     |
| 2716 | Il paese dei segreti                              | 18 febbraio 2001  | Death at High Tide                            | Beth Sherman                      |
| 2717 | Il poliziotto di Sarajevo                         | 25 febbraio 2001  | Lie in the Dark                               | Dan Fesperman                     |
| 2718 | La figlia del sovraintendente                     | 4 marzo 2001      | The Superintendent's Daughter                 | Marjorie Eccles                   |
| 2719 | Hildegarde Withers: morte tra le nuvole           | 11 marzo 2001     | The Puzzle of the Pepper Tree                 | Stuart Palmer                     |
| 2720 | Nel buio di Filadelfia                            | 18 marzo 2001     | The Black Maria                               | Mark Graham                       |
| 2721 | Cuba nera                                         | 25 marzo 2001     | Bloody Waters                                 | Carolina Garcia-Aguilera          |
| 2722 | Amelia Peabody e la mummia                        | 1º aprile 2001    | Crocodile on the Sandbank                     | Elizabeth Peters                  |
| 2723 | Un piede nella fossa                              | 8 aprile 2001     | Foot in the Grave                             | Elizabeth Ferrars                 |
| 2724 | Il cuore del male                                 | 15 aprile 2001    | Evidence of Guilt                             | Jonnie Jacobs                     |
| 2725 | Il set di cuori                                   | 22 aprile 2001    | In the Event of my Death                      | Carlene Thompson                  |
| 2726 | Un freddo giorno in paradiso                      | 29 aprile 2001    | A Cold Day in Paradise                        | Steve Hamilton                    |
| 2727 | Fattori di morte                                  | 6 maggio 2001     | Dans l'oeil de l'ange                         | Andrea H. Japp                    |
| 2728 | Il dossier Harrison                               | 13 maggio 2001    | The Documents in the Case                     | Dorothy L. Sayers                 |
| 2729 | Hildegarde ha l'asso nella manica                 | 20 maggio 2001    | The Green Ace                                 | Stuart Palmer                     |
| 2730 | L'ora blu                                         | 27 maggio 2001    | The Blue Hour                                 | T. Jefferson Parker               |
| 2731 | Fratello Athelstan e il campo di sangue           | 3 giugno 2001     | The Field of Blood                            | Paul Harding                      |
| 2732 | L'arte del delitto                                | 10 giugno 2001    | Seven Kinds of Death                          | Kate Wilhelm                      |
| 2733 | Il mio nome è Mae Robicheaux                      | 17 giugno 2001    | Purple Cane Road                              | James Lee Burke                   |
| 2734 | Il gatto che sentiva puzza di bruciato            | 24 giugno 2001    | The Cat who Smelled a Rat                     | Lilian J. Braun                   |
| 2735 | In una terra straniera                            | 1º luglio 2001    | A Westland of Strangers                       | Bill Pronzini                     |
| 2736 | Il passeggero del Saragossa                       | 8 luglio 2001     | Dead Man's Shoes                              | Leo Bruce                         |
| 2737 | Il maniero                                        | 15 luglio 2001    | Ashworth Hall                                 | Anne Perry                        |
| 2738 | Il conto dell'ultima cena                         | 22 luglio 2001    |                                               | Andrea G. Pinketts                |
| 2739 | Poirot a Styles Court                             | 29 luglio 2001    | The Mysterious Affair at Styles               | Agatha Christie                   |
| 2740 | Fantômas                                          | 5 agosto 2001     | Fantomas                                      | Pierre Souvestre e Marcel Allain  |
| 2741 | Nocturne                                          | 12 agosto 2001    | Nocturne                                      | Ed McBain                         |
| 2742 | Amelia Peabody e il segreto del sarcofago         | 19 agosto 2001    | The Mummy Case                                | Elizabeth Peters                  |
| 2743 | Eredità di sangue                                 | 26 agosto 2001    | Blood Ties                                    | Pauline Bell                      |
| 2744 | Un fantasma per Nell Bray                         | 2 settembre 2001  | Absent Friends                                | Gillian Linscott                  |
| 2745 | Nella terra di nessuno                            | 9 settembre 2001  |                                               | Nino Filastò                      |
| 2746 | Morte ad alta quota                               | 16 settembre 2001 | Evans Above                                   | Rhys Bowen                        |
| 2747 | La morte dietro la tenda rossa                    | 23 settembre 2001 | La mort derriere les rideaux                  | Paul Halter                       |
| 2748 | Gli occhi verdi del gatto                         | 30 settembre 2001 | Clouds of Witness                             | Dorothy L. Sayers                 |
| 2749 | I delitti della casa rossa                        | 7 ottobre 2001    |                                               | Annamaria Fassio                  |
| 2750 | Il mistero della pelliccia mutilata               | 14 ottobre 2001   | The Affair of the Mutilated Mink              | James Anderson                    |
| 2751 | La radice del delitto                             | 21 ottobre 2001   | The Twisted Root                              | Anne Perry                        |
| 2752 | Un rompicapo per Deene                            | 28 ottobre 2001   | Our Jubilee is Death                          | Leo Bruce                         |
| 2753 | La danza degli scheletri                          | 4 novembre 2001   | Skeleton Dance                                | Aaron J. Elkins                   |
| 2754 | La tela del ragno                                 | 11 novembre 2001  | Spider's Web                                  | Agatha Christie & Charles Osborne |
| 2755 | Il paese delle tempeste                           | 18 novembre 2001  | Death's Beach                                 | Beth Sherman                      |
| 2756 | C'è qualcosa di strano                            | 25 novembre 2001  | The Way You Look Tonight                      | Carlene Thompson                  |
| 2757 | Cuori perduti                                     | 2 dicembre 2001   |                                               | Gianfranco Nerozzi                |
| 2758 | Scomparsi                                         | 9 dicembre 2001   | Into Thin Air                                 | Thomas Zigal                      |
| 2759 | Il passato di Dora March                          | 16 dicembre 2001  | Places in the Dark                            | Thomas H. Cook                    |
| 2760 | Conflitto d'interessi                             | 23 dicembre 2001  | Conflict Interest                             | David Michie                      |
| 2761 | In una piccola città                              | 30 dicembre 2001  | A Singing Grave                               | Tim Wilson                        |
| 2762 | I delitti di Anubi                                | 6 gennaio 2002    | The Anubis Slayings                           | Paul Harding                      |
| 2763 | Constance & Charlie: dolce veleno                 | 13 gennaio 2002   | Sweet, Sweet Poison                           | Kate Wilhelm                      |
| 2764 | Il falsario di Hitler                             | 20 gennaio 2002   | The Forger                                    | Paul Watkins                      |
| 2765 | Amelia Peabody e i delitti del museo egizio       | 27 gennaio 2002   | The Deeds of the Disturber                    | Elizabeth Peters                  |
| 2766 | Carolus Deene e il giglio bianco                  | 3 febbraio 2002   | Jack and the Gallows Tree                     | Leo Bruce                         |
| 2767 | Il rossetto e altri racconti                      | 10 febbraio 2002  | Alibi for Isabel                              | Mary Roberts Rinehart             |
| 2768 | Il mostro di Roma                                 | 17 febbraio 2002  |                                               | Lucio Trevisan                    |
| 2769 | Evan Evans e la miniera stregata                  | 24 febbraio 2002  | Evan Help us                                  | Rhys Bowen                        |
| 2770 | I delitti degli speziali                          | 3 marzo 2002      | Death at Apothecaries' hall                   | Deryn Lake                        |
| 2771 | Non chiudere gli occhi                            | 10 marzo 2002     | Don't Close your Eyes                         | Carlene Thompson                  |
| 2772 | Coraggio, Devlin!                                 | 17 marzo 2002     | All the Lonely People                         | Martin Edwards                    |
| 2773 | Un fantasma per Cribb                             | 24 marzo 2002     | A Case of Spirits                             | Peter Lovesey                     |
| 2774 | I segreti di Half Moon Street                     | 31 marzo 2002     | Half Moon Street                              | Anne Perry                        |
| 2775 | La donna sulla luna                               | 7 aprile 2002     |                                               | Giulio Leoni                      |
| 2776 | Sinfonia mortale                                  | 14 aprile 2002    | Death be my Theme                             | Hannah March                      |
| 2777 | La sconosciuta                                    | 21 aprile 2002    | Hanging Hannah                                | Evan Marshall                     |
| 2778 | La luce rossa                                     | 28 aprile 2002    | Red Light                                     | T. Jefferson Parker               |
| 2779 | Cruciverba per un testamento                      | 5 maggio 2002     | Last Puzzle & Testament                       | Parnell Hall                      |
| 2780 | Nell Bray e la figlia perfetta                    | 12 maggio 2002    | The Perfect Daughter                          | Gillian Linscott                  |
| 2781 | Ascoltami, Carolus!                               | 19 maggio 2002    | Die All, Die Merrily                          | Leo Bruce                         |
| 2782 | Le piume del corvo                                | 26 maggio 2002    | The Raven and the Nightngale                  | Johanne Dobson                    |
| 2783 | Casa, dolce casa del mistero                      | 2 giugno 2002     | The Affair of the Bload Stained Egg Cosy      | James Anderson                    |
| 2784 | Il ritorno dell'erede                             | 9 giugno 2002     | Brat Farrar                                   | Josephine Tey                     |
| 2785 | Sotto gli occhi dell'alligatore                   | 16 giugno 2002    | The Bottoms                                   | Joe R. Lansdale                   |
| 2786 | L'uomo che voleva essere Francis Scott Fitzgerald | 23 giugno 2002    | The Man Who Would Be Francis Scott Fitzgerald | David Handler                     |
| 2787 | Constance & Charlie: omicidio in tre atti         | 30 giugno 2002    | The Hamlet Trap                               | Kate Wilhelm                      |
| 2788 | Una volta c'era una vecchia                       | 7 luglio 2002     | There Was An Old Woman                        | Ellery Queen                      |
| 2789 | 14 colpi al cuore                                 | 14 luglio 2002    |                                               | AA.VV.                            |
| 2790 | L'ombra della ghigliottina                        | 21 luglio 2002    | The One Thing More                            | Anne Perry                        |
| 2791 | Grande città violenta                             | 28 luglio 2002    | The Big Bad City                              | Ed McBain                         |
| 2792 | Delitto a Stoccolma                               | 4 agosto 2002     | Sprangaren                                    | Liza Marklund                     |
| 2793 | La statua di cera                                 | 11 agosto 2002    | Waxwork                                       | Peter Lovesey                     |
| 2794 | Amelia Peabody e il maestro del crimine           | 18 agosto 2002    | Lion in the Valley                            | Elizabeth Peters                  |
| 2795 | La morte ha i capelli lunghi                      | 25 agosto 2002    | I am the Only Running Footman                 | Martha Grimes                     |
| 2796 | La stella d'oriente                               | 1º settembre 2002 | Stabbing Sthephanie                           | Evan Marshall                     |
| 2797 | Nove vergini di pietra                            | 8 settembre 2002  | Dancing with the Virgins                      | Stephen Booth                     |
| 2798 | Il paese del diavolo                              | 15 settembre 2002 | The Devil and the Deep Blue Sea               | Beth Sherman                      |
| 2799 | Sangue blu                                        | 22 settembre 2002 | A Distinction of Blood                        | Hannah March                      |
| 2800 | Lo spirito della legge                            | 6 ottobre 2002    | The Letter of the Law                         | Tim Green                         |

|  | I 100 successivi: Il Giallo Mondadori dal 2801 al 2900 |